# يوري ماير
يوري ماير (بالإسبانية: Yuri Maier)‏ هو مصارع رياضي أرجنتيني، ولد في 5 أبريل 1989 في كورينتس في الأرجنتين.

## وصلات خارجية
- يوري ماير على موقع قاعدة بيانات المصارعة الدولية (الإنجليزية)

- الموقع الرسمي